# Naturschutzgebiet Almecke
Das Naturschutzgebiet Grüner Almecke mit einer Größe von 5,8 ha liegt nordöstlich von Deifeld im Stadtgebiet von Medebach. Es wurde 2003 mit dem Landschaftsplan Medebach durch den Hochsauerlandkreis als Naturschutzgebiet (NSG) ausgewiesen. Das NSG ist ebenfalls Teil des Europäischen Vogelschutzgebietes Medebacher Bucht (DE-4717-401). Das NSG ist umgeben vom Landschaftsschutzgebiet Medebacher Norden: Düdinghauser Hochmulde, Talräume und Hangflächen. Im Südosten grenzt es direkt an die Landstraße 872.

## Gebietsbeschreibung
Im NSG befinden sich in einem kleinen Seitental des Dittelbaches mit beweidetem Grünland und vielen höhenlinienparallelen Hecken. Die beweideten Hangzonen weisen magere und trockene Weidelgras-Weißklee- und Rotschwingel-Straußgrasweiden auf. Im NSG kommen zahlreiche gefährdete Pflanzenarten vor. Die Heckendichte, Heckenanordnung und Geomorphologie des Tales geben dem NSG ein landschaftlich reizvolles Aussehen. Das beweidete magere Grünland und die Heckendichte sind verantwortlich für die hier anzutreffenden Brutvorkommen des Neuntöters als Charakterart des Vogelschutzgebietes „Medebacher Bucht“.

## Pflanzenarten im NSG
Auswahl vom Landesamt für Natur, Umwelt und Verbraucherschutz Nordrhein-Westfalen dokumentierter Pflanzenarten im Gebiet: Acker-Witwenblume, Bachbunge, Breitblättriger Thymian, Brennender Hahnenfuß, Dreizahn, Echtes Johanniskraut, Echtes Labkraut, Echtes Mädesüß, Färber-Ginster, Gänseblümchen, Gamander-Ehrenpreis, Geflecktes Johanniskraut, Gewöhnliches Ferkelkraut, Gras-Sternmiere, Großer Wiesenknopf, Heide-Nelke, Jakobs-Greiskraut, Kleinblütiges Weidenröschen, Kleine Bibernelle, Kleine Braunelle, Kleiner Wiesenknopf, Kleines Habichtskraut, Kriechende Hauhechel, Magerwiesen-Margerite, Mittlerer Wegerich, Moschus-Malve, Rundblättrige Glockenblume, Scharfer Hahnenfuß, Spitz-Wegerich, Spitzlappiger Frauenmantel, Sumpf-Vergissmeinnicht, Wiesen-Bärenklau, Wiesen-Flockenblume und Wiesen-Pippau.

## Schutzzweck
Das NSG soll einen eng gekammerten Gebüsch-Offenland-Kulturlandschaftskomplex wegen der besonderen Eigenart und Schönheit dieser Fläche und dauerhafter Schutz der Habitatfunktionen eines vielfältigen Kulturlandschaftskomplexes als Mosaikstein in der Sicherung des Vogelschutzgebietes „Medebacher Bucht“ schützen.